# Patinoire de hockey sur glace
 (février 2017).
Si vous disposez d'ouvrages ou d'articles de référence ou si vous connaissez des sites web de qualité traitant du thème abordé ici, merci de compléter l'article en donnant les références utiles à sa vérifiabilité et en les liant à la section « Notes et références ».
Pour les articles homonymes, voir Patinoire (homonymie) et Amphithéâtre (homonymie).
Une patinoire de hockey sur glace est une patinoire dont les dimensions rencontrent les besoins du hockey sur glace. Les patinoires de hockey intérieur sont abritées dans des arénas ou des amphithéâtres, bâtiments fermés disposant généralement de gradins pour les spectateurs.
Le hockey se joue sur une surface de glace rectangulaire, d'une soixantaine de mètres de long avec des coins arrondis et délimitée par une bande de bois ou de plastique blanc, de 117 à 122 cm de haut. Au pied de cette balustrade se trouve une plaque de plastique (généralement jaune ou parfois bleue) de 15 à 25 cm de haut, permettant ainsi une meilleure vision du palet (ou de la rondelle).

## Dimensions
Il existe deux tailles standards de patinoires de hockey : la taille nord-américaine et la taille internationale (ou olympique).

### Patinoires internationales
Les spécifications de la Fédération internationale de hockey sur glace sont généralement suivies dans la majeure partie des ligues de hockey : 61 m × 30 m (200' × 98,5') avec des coins ayant un rayon de 8,5 m (28'). La distance entre une extrémité et la ligne de but adjacente est de 4 m (13'). La distance entre une ligne de but et la ligne bleue adjacente est de 17 m (58'). Les lignes bleues sont séparées de 17 m (58'). Cette taille plus large favorise un jeu plus technique[réf. nécessaire].

### Exception en Amérique du Nord
Les patinoires nord-américaines sont généralement construites suivant les spécifications (en unités impériales) de la Ligue nationale de hockey (LNH) : 200' × 85' (soit environ 61 m × 26 m) avec des coins ayant un rayon de 28' (8,53 m). La distance entre une extrémité et la ligne de but adjacente est de 11' (3,4 m). La distance entre une ligne de but et la ligne bleue adjacente est de 64' (19,3 m). Les lignes bleues sont séparées de 50' (15,0 m).

## Marquage
La surface de la glace est délimitée en différentes sections par des lignes peintes sous la surface de celle-ci (30 cm pour les plus larges et 5 cm pour les petites).

### Lignes
- La ligne rouge centrale divise la patinoire en deux. Elle sert principalement à juger les dégagements interdits.
- Les deux lignes bleues divisent la surface en trois parties, appelées « zones ». Ces deux lignes servent au jugement des hors-jeux.

À proximité de chaque extrémité de la patinoire, on trouve une ligne de but, qui sert à déterminer les buts, mais également les dégagements interdits.

#### Lignes en Amérique du Nord
Depuis la saison 2005-2006, une zone supplémentaire en forme de trapèze est apparue derrière le but du gardien. Cette zone, d'une longueur de 18 pieds sur la ligne de but et de 28  pieds au bord de la bande, est centrée par rapport au filet de gardien de but. Les lignes délimitant cette zone commencent à 6  pieds (182,88 cm) de chaque poteau sur la ligne de but pour finir à 11  pieds (335,28 cm) des poteaux sur le bord de la patinoire. Le gardien ne peut pas intervenir derrière son but en dehors de cette zone. S'il intervient en dehors de cette zone, le gardien se voit décerner une pénalité mineure de deux minutes.

### Points et cercles d'engagement
Sur une patinoire, il y a neuf points d'engagement de 30 cm de diamètre où se déroulent les remises-en-jeu. Il y a deux points dans chaque zone d'extrémité, quatre dans la zone centrale et un au centre de la patinoire.
Des cercles d'engagement entourent les points du centre de la glace et des zones d'extrémité. Sur les cercles d'engagement situés aux coins de la patinoire, des marques indiquent les positions que doivent prendre les joueurs lors d'un engagement.
Le point d'engagement central de 30 cm de diamètre est traditionnellement bleu. Le cercle central de 4,50 m de rayon et de 5 cm d'épaisseur est bleu ou rouge. Tous les autres points et cercles d'engagement sont rouges.

### Cages et filet de but
À chaque extrémité de la glace, on trouve un but, situé sur la ligne de but, de 1,83 m de largeur et 1,22 m de hauteur. La cage est constituée de tubes métalliques, de 5 cm de diamètre, peints en rouge.
Le hockey sur glace est l'un des rares sports (avec la crosse) au cours duquel le jeu peut se dérouler derrière les buts. L'armature des cages s'étend à 1,22 m derrière la ligne et est arrondie vers l'extérieur avec un rayon de 50,8 cm. La partie arrondie empêche les passes de l'arrière vers l'avant de simplement longer les tubes.
Sur l'arrière des buts est accroché un filet, destiné à retenir les rondelles envoyés dans les cages, et disposé en double demi-cercle, afin d'empêcher les palets de rebondir vers l'extérieur.
L'armature du but est fixée à la glace avec des chevilles flexibles, qui sont conçues pour permettre le désoclement des cages si un joueur les percute. Dans beaucoup de patinoires multi-disciplinaires, on utilise plutôt des goupilles en métal qui dépassent seulement d'un centimètre de la glace, car les chevilles flexibles nécessitent des grands trous qui ne peuvent pas être réparés par une resurfaceuse.

### Territoire de but
En face de chaque cage se trouve un territoire de but, surface peinte en bleu clair, entourée de rouge. La définition de cette zone diffère si l'on parle d'une patinoire en Amérique du Nord ou internationale. Elle est parfois assimilée à tort à l'enclave, zone située devant le territoire de but entre les deux cercles d'engagement.

#### Règlement international
Le territoire de but est un volume constitué par un demi-cercle de 180 cm de rayon au sol (délimité par un trait rouge de 5 cm) et de 127 cm (hauteur de la cage) de haut. Cette zone sert à :
- empêcher les actions de but trop près de la cage, et de ce fait protéger le gardien ;

#### Règlement nord-américain
Le territoire de but est une zone spéciale destinée à limiter les gestes d'obstruction envers le gardien de but. Dans beaucoup de championnats, les attaquants n'ont pas le droit de pénétrer dans cette zone (que ce soit avec la crosse — ou le bâton —, les patins ou le corps) avant le palet (ou la rondelle). Quand cette règle est mise en application, le territoire de but s'étend verticalement depuis les lignes au sol jusqu'en haut de l'armature des buts. Il comprend uniquement la partie située entre les deux poteaux de la cage.

### Territoire de l'arbitre
Le territoire de l'arbitre est une zone en forme de demi-cercle de 300 cm de diamètre et 5 cm d'épaisseur, située en face du banc des officiels dans laquelle aucun joueur ne doit pénétrer pendant un arrêt de jeu. La ligne rouge centrale vient couper ce cercle en son milieu.
Elle n'a pas de fonction pendant le jeu effectif.

## Zones
Les lignes bleues divisent la surface en trois zones. Au centre se trouve la zone neutre ou zone centrale. Les autres zones sont les zones d'extrémité. La zone d'extrémité dans laquelle une équipe tente de marquer est appelée zone d'attaque et celle où se trouvent les buts à garder est la zone défensive ou zone de défense. 
Les lignes bleues sont considérées comme faisant partie de la même zone que celle où se trouve le palet. Cela signifie que si la rondelle se trouve en zone neutre, les lignes bleues font partie de la zone neutre. La rondelle doit passer entièrement une ligne bleue pour être en zone d'extrémité.

## Bancs
De cinq à sept bancs sont situés à l'extérieur de la glace :
- deux bancs de joueurs, où les joueurs et entraîneurs de chaque équipe s'assoient pendant un match,
- deux bancs de pénalité (ou prisons), où les joueurs pénalisés purgent leur punition,
- un banc des officiels, où la plupart des officiels se trouvent.

Il peut également y avoir un banc de juge derrière chaque but, où se placent les juges de but.

## Plexiglas (baies vitrées)
Dans beaucoup de patinoires, la bande (balustrade) est surmontée sur tout ou partie de sa longueur d'une vitre de plexiglas ou de verre trempé pour empêcher les palets de quitter la surface de jeu et de blesser des spectateurs : le règlement de la Fédération internationale exige des protections de 160 à 200 cm de haut aux extrémités de la patinoire et de 80 à 120 cm ailleurs. Les baies vitrées sont parfois surmontées d'un filet afin d'augmenter cette protection. Les rondelles touchant la vitre et retombant dans la surface de jeu restent en jeu alors que celles touchant le filet sont considérées comme sorties et un arrêt du jeu est alors signalé par un officiel.

## Schéma complet de la patinoire

Schéma d'une patinoire de hockey